# Entropia Universe

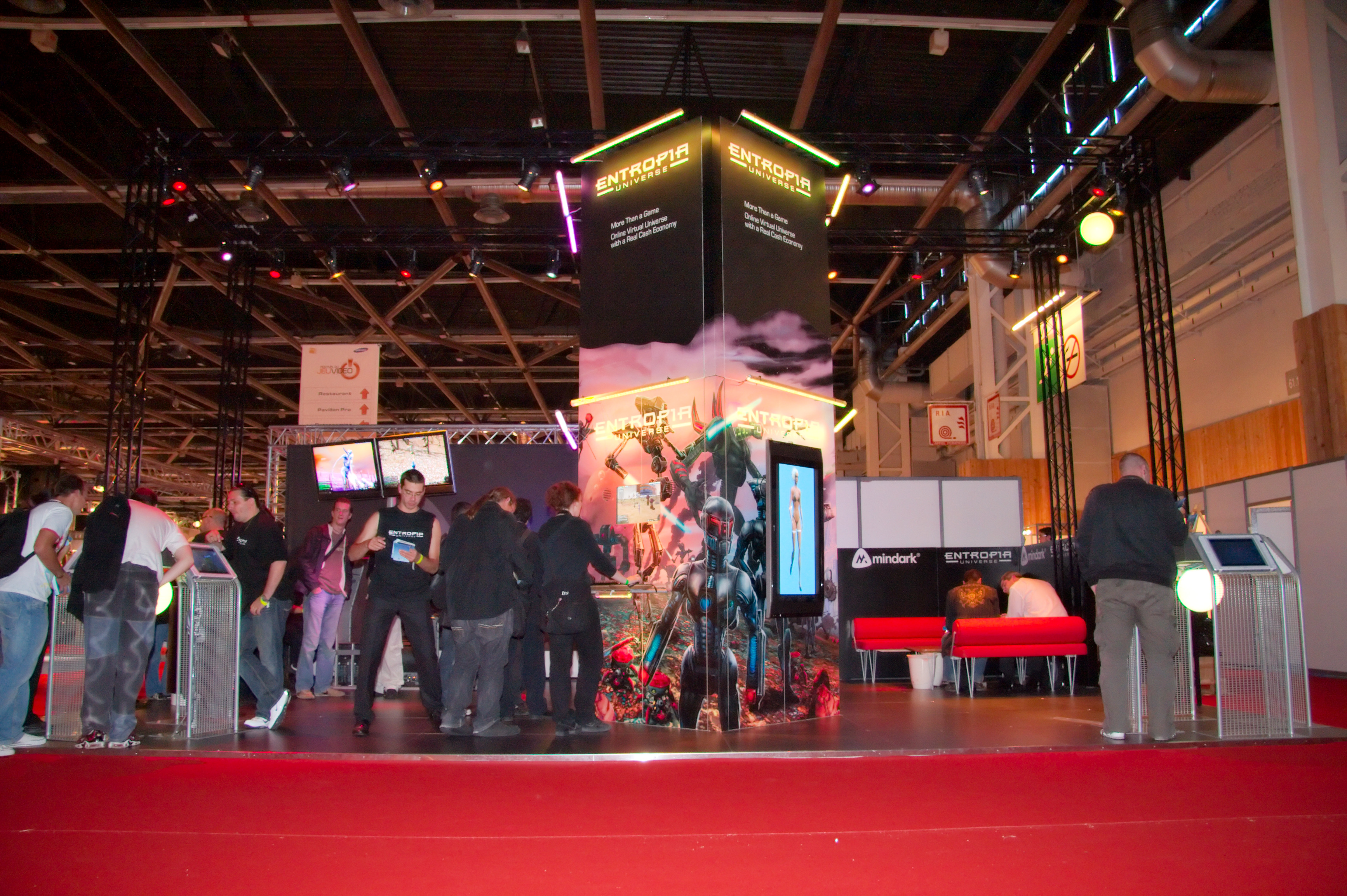
Estande do jogo Entropia Universe em uma feira

Entropia Universe é um jogo eletrônico online multijogador em massa MMO desenvolvido pela empresa de software Sueca MindArk, localizada em Gotemburgo. Entropia usa um modelo monetário em que jogadores podem comprar a moeda virtual (PED - Project Entropia Dollars) com dinheiro real, assim como convertê-los em moeda real a uma taxa de conversão de 10:1. Isso significa que itens virtuais dentro do Universo de Entropia tem valor monetário real, e um participante pode, a qualquer momento, sacar seus PEDs acumulados em moeda real de acordo com a taxa de conversão, menos taxas pela transação, sendo que o mínimo para saque é 100 PEDs.Como resultado, as receitas do negócio são largamenta geradas a partir das atividades dentro do universo virtual.
O Universo Entropia é uma continuação direta do Project Entropia. Com parcerias estratégicas com empresas de publicidade e instituições financeiras combinadas com uma melhoradas ferramenta de desenvolvimento em 2008, é esperada a construção de novos planetas no sistema financeirto do Entropia Universe, para que provedores de conteúdo terceirizados forneçam conteúdo desenvolvam independentemente.
O Entropia Universe entrou para o Guinness World Records Book em duas ocasiões, 2004 e 2008, pelo objeto de mundo virtual mais caro já vendido e, em 2009, uma estação espacial virtual, um destino popular, vendida por $330,000.  Isso foi ofuscado quando em Novembro de 2010 um jogador vendeu um resort virtual no Planeta Calypso por $635,000; essa propriedade foi vendida em pedaços, com o maior deles sendo vendido por $335,000.

## Desenvolvimento
O desenvolvimento do Entropia Universe (anteriormente Project Entropia) foi iniciado na Suécia em 1995 por Jan Welter Timkrans e um grupo de colegas. Durante a fase inicial de testes, em 2002, os escritórios da MindArk foram invadidos por oficiais de justiça seguindo uma reclamação da Microsoft de que a MindArk estaria usando software sem licença. A MindArk se pronunciou de que isso seria, de alguma forma, uma tentativa da Microsoft de prejudicar o desenvolvimento do jogo, devido ao fato de ele representar uma ameaça ao seu jogo Asheron's Call. O jogo foi lançado comercialmente no início de 2003.

## Jogo
A história por trás do Entropia Universe é a de um distante futuro de ficção científica, com o cenário variando em cada planeta. No Planeta Calypso os participantes assumem o papel de colonizadores que devem desenvolver o planeta selvagem e explorar seus dois continentes, Eudoria and Amethera. Populado com criaturas ferozes e perigosas, a perigosa atmosfera selvagem de Calypso é rica em minério, que pode ser uma fonte de recursos para os candidatos a colonizadores.
Existem duas estações espaciais que orbitam Calypso. Seus nomes são Club NEVERDIE (CND) e Crystal Palace (CP). Para viajar até elas, os jogadores precisam possuir um hangar que contenha uma nave espacial em funcionamento ou, alternativamente, pagar a outros jogadores para que os levem até lá. Em 2009 os serviços de pilotagem foram desativados, sendo oferecidos teleportes de ida e volta para as estações ao custo de 25 PED.
Desde o começo de 2010 dois novos planetas foram adicionados ao Universo de Entropia. O primeiro lançado for Rocktropia, com um tema de rock & roll. O segundo planeta lançado foi Next Island, que é um planeta resort. Em 29 de Dezembro de 2010 o Next Island encontrava-se em fase in beta."
Os postos externos, cidades e postagens de leilão no planeta servem como meio de comercialização onde itens virtuais como ferramentas, armas e minerais são comprados e vendidos por colonizadores. A ampla gama de profissões disponíveis para os colonizadores exercerem faz do acúmulo de habilidades e recursos um negócio ativo. As cidades também servem pontos sociais e culturais para a comunidade de colonizadores. Alguns colonizadores em raras ocasiões participam do projeto socialmente apenas, sem envolverem-se em negócios, tais como mendigos e padres de Lootius.

### Custo para participar
O serviço pode ser baixado e utilizado gratuitamente, seguindo um procedimento de registro de conta. No entanto, um novo participante apenas recebe um traje danificado, um par de calçados e uma ferramenta para coletar itens de criaturas. Sendo assim, embora alguém possa participar gratuitamente, torna-se mais difícil ou demorado participar intensamente do jogo sem um investimento de dinheiro. Os participantes com pouco ou nenhum dinheiro estão limitados às seguintes ações:
- Participar de missões para iniciantes de forma a receber ferramentas, munição e itens gratuitos;
- Utilizar o serviço como um chat 3-D e explorar o mundo virtual;
- Utilizar o processo interrno do jogo chamado "Sweating" (suar) ou "Sweat Gathering" (coleta de suor) para extrair garrafas de "Vibrant Sweat" (suor vibrante), que pode então ser vendido a outros jogadores por PED ou trocados por itens. O lançamento da versão de 3 de Junho de 2010 deveria introduzir dois novos tipos de "sweat".
- Coletar frutas, esterco e pedras preciosas que podem ser vendidas para arrecadar fundos.
- Desempenhar numeroas tarefas para outros participantes - atuar, por exemplo, como comerciante ou comprar quantidades pré-definidas de materiais à determinados preços para artesães.
- Participar de diversas missões que podem ser cumpridas para equipamentos no jogo ou dinheiro.
- Trapacear em jogos online e roubar;
- Encontrar itens ou PED abandonados;
- Mendigar, o que amplamenta reprovado.

Participantes podem comprar itens para matar criaturas mais fortes em Entropia - o que certamente irá lhes render um maior número de itens valiosos que outras criaturas fracas - ou participar das profissões de mineração e artesanato / fabricação, produzindo itens que pode ser vendidos para financiar seu desenvolvimento. No entanto há risco em todas essas atividades e o retorno esperado normalmente pode ser menor que os fundos exigidos para tomar parte delas.
Muitos participantes tentam o comércio como um método divertido e aparentemente atrativo de adquirir PEDs, mas normalmente possuem pequena margem de lucro. [carece de fontes?] Uma exceção à isso é a venda de itens "uber", raros e mais eficientes que as versões normais de itens. Tais itens podem ser vendidos no jogo pelo equivalente a milhares de dólares. [carece de fontes?]
Outros modos de ganhar PEDs incluem: oraganizar eventos com ingresso em Entropia, operar um estabelecimento de um participante (como um salão de beleza), gerir a coleção de taxas, pulotar as naves de terceiros no espaço, agenciamento, criar texturas ou colorir roupas ou móveis, ou promover esses empreendimento.

### Character creation
Antes de iniciar o jogo, o personagem do jogador pode ser manipulado de diversas maneiras. Pele, olhos, cabelo podem ser selecionados de diferentes formas e cores, assim como as dimensões físicas do corpo e características faciais. Depois da criação inicial, alterações somente podem ser feitas através do pagamento por serviços de outros que atuem como cabeleireiros ou cirurgiões plásticos, por exemplo.

### Partnerships
A cidade cultura de 'New Oxford' no Universo de Entropia oferece ao participante a oportunidade de adquirir itens reais, como arte contemporânea ou roupas.
Algumas das empresas que possuem parcerias para vender ites reais do Universo de Entropia incluem 'Vexed Generation Clothing Ltd' da Inglaterra, '21st Century Fine Art' que tem seus escritórios no mundo real em Nova Iorque, EUA. A '21st Century Fine Art' possui também uma galeria aberta no coração de 'New Oxford', no Universo de Entropia.[carece de fontes?]

## Eventos importantes e venda de propriedades virtuais
Em 14 de Dezembro de 2004 a criadora do jogo MindArk anunciou a conclusão da primeira venda da ilha do tesouro. Essa ilha virtual foi posta à leilão. O ganhador, um avatar chamado Zachurm "Deathifier" Emegen, pagou 265.000 PED (US$26.500 Dólares Americanos) pela ilha. Na época esse foi o maior preço pago por um item virtual. De acordo com a imprensa, é uma grande ilha próxima a um recém-descoberto continente cercado por águas com criaturas que infestam suas profundezas. A ilha possui lindas praias prontas para a introdução de propriedades beira-mar, um vulcão com rumores de possuir perigosas criaturas dentro, interior repleto de mutantes e uma área com alta concentração de mineradores robóticos guardados por robôs com armamento pesado, indicando oportunidades de mineração interessantes.
Em 24 de Outubro de 2005 um resort em um asteróide espacial foi comprado por Jon "Neverdie" Jacobs pela quantia de 1.000.000 PED (US$100,000), ultrapassando em muito venda da ilha do tesouro. Jon Jacobs também é escritor e produtor de uma música tocada dentro do Universo de Entropia chamada "Gamer Chick". O Asteróide foi chamado de Club NEVERDIE, em homenagem ao avatar de Jacob no jogo e gerou manchetes mundo afora pelo alto preço pago e sua ambição de tornar o resort em entretenimento real na realidade virtual.
Em 9 de Novembro de 2005 a BBC mostrou que "Deathifier" tinha recuperado seu investimento em menos de um ano. Ele fez dinheiro vendendo casas virtuais e cobrando de outros jogadores para caçar ou minerar na ilha. Deathifier disse que o dinheiro gerado até a data era apenas um sinal do que poderia ser conquistado após a compra de sua ilha virtua.
Em 2 de Maio de 2006 a MindArk anunciou que a introdução de cartões para caixas eletrônicos para possibilitar aos jogadores sacar dinheiro real a partir de qualquer Caixa Eletrônico Versatel. Como noticiado pela BBC, jogadores poderiam vender objetos virtuais e então pagar por um jantar na vida real com essa tecnologia. Estima-se que $165 milhões tenham passado pelo jogo em 2005 e que era esperado que esse número dobrasse em 2006.
Mike Everest - um colegial autodidata de Durango, Colorado - e sua mãe ganharam $35,000 em 2006 construindo e vendendo armas em Entropia. Disso, $12.000 seriam usados para pagar a faculdade de seus irmãos. Everest passou em média cerca de três horas por dia jogando e pretendia continuar jogando para pagar sua própria faculdade.
Em 17 de Outubro de 2006 a MindArk anunciou que o Universo de Entropia tinha atingido a marca de 500.000 usuários registrados. O crescimento do Universo de Entropia é uma enorme conquista para nós e os membros - disse Jan Welter, CEO da MindArk, desenvolvedora do Universo de Entropia. Enquanto o mundo dos video games caminha para se tornar mais que um meio para entretenimento bidimensional, nós estamos vendo uma demanda por integrção de características do mundo real em ambientes reais. Indivíduos estão se juntando ao Universo de Entropia para interagir, conhecer novas pessoas, aprender novas coisas, atingir aspirações empresariais, criar sociedades e até mesmo fomentar relacionamentos da realidade cotidiana.
Em 8 de Maio de 2007, a MindArk anunciou o primeiro leilão virtual de licença bancária. Essas licenças exclusivas por dois anos visam integrar sistemas bancários do mundo real ao Universo de Entropia. Os bancos virtuais do Universo de Entropia irão funcionar semelhantemente aos bancos do mundo real, ou casas de penhores. Inicialmente eles serão providos de sistemas seguros que possibilitarão a eles emprestar dinheiro aos participantes e cobrar juros, projetar e dar nome ao seus próprios prédios de bancos virtuais e tornarem seu pessoal disponível através de avatares. Cada ganhador precisará adicionar $100.000 adicionais como capital de giro. O CIO da MindArk, Marco Behrmann, disse que seis bancos integrariam serviços nos mecanismos do Universo de Entropia e não serão apenas lugares para se promoverem. Depois de meses de licitação as seis licenças foram vendidas por um total de US$446,000, para:
- Avatar “Janus JD D'Arcwire”, representando Wirecard Bank AG, que pagou US$59,060.
- A provedora russa de serviços de pagamento na Intern MONETA.ru, com o avatar “Yuri iNTellect”, que pagou US$99,900.
- A celebridade de Entropia “Jon NEVERDIE Jacobs”, que pagou US$90,000.
- Second Life virtual celebrity and entrepreneur Anshe Chung, who paid US$60,000.
- Avatar "Jolana Kitty Brice", uma participante do Universo de Entropia e empreendedora que pagou US$95,000.

Em 8 de Dezembro de 2009 a venda da Estação Espacial Crystal Palace foi anunciada. Um leilão público ocorreu entre 14 de Dezembro de 2009 e 28 de Dezembro de 2009 determinou o novo proprietário.
Ela foi vencida por Buzz Erik Lightyear que pagou 3.3 milhões de PED, ou US$330,000 por isso.
Em 15 de Junho de 2010 a empresa MindArk AB publicou seus relatório anual de 2009. Eles reportaram um fluxo de caixa de -18.6 Milhões de SEK (-U$2.4M). No relatório eles expuseram que o banco na vida real que eles planejavam iniciar estava suspenso devido à falta de recursos. A MindArk também disse que tinha uma carta de intenções para vender o planeta original, Calypso, pelo preço de $6.000.000 USD para uma companhia não citada.